# Polly Moran
Pauline Theresa Moran (28 de junio de 1883-24 de enero de 1952), conocida como Polly Moran, fue una actriz de vodevil, teatro y cine y cómica estadounidense.

## Carrera
Nacida en Chicago, Illinois, Moran comenzó en el vodevil y realizó numerosas giras por Norteamérica y otros lugares, como Europa y Sudáfrica. Atractiva belleza de ascendencia irlandesa, abandonó el vodevil en 1914 tras trabajar para Mack Sennett en los Keystone Studios como una de sus Sennett Bathing Beauties. Allí perfeccionó el estilo de comediante descarada, bocazas y burlona por el que más tarde sería conocida. Demostró su eficacia en el slapstick y permaneció con Sennett durante varios años hasta que fue contratada por MGM.
Formó pareja con la famosa estrella de Broadway Marie Dressler en The Callahans and the Murphys (1927); y las dos aparecieron juntas en otras ocho películas, como Chasing Rainbows (1930), Caught Short (1930) y Prosperity (1932). Tras la muerte de Dressler en 1934, la carrera de Moran decayó y sólo protagonizó comedias de bajo presupuesto o películas de serie B. En 1940, Moran se retiró a su casa de Laguna Beach, California, pero mantuvo una activa vida social en Hollywood y era conocida por sus bromas pesadas. En una ocasión presentó una campaña fallida para un escaño en el Ayuntamiento de Laguna Beach con una plataforma "Pro Dogs".
Hizo una breve reaparición en la comedia clásica de Tracy-Hepburn Adam's Rib en 1949. Después de interpretar el papel, ella dijo "Trabajé en la película dos días antes de verme. Nunca volví".

## Honores
Moran tiene una estrella en el Paseo de la Fama de Hollywood, en el 6300 de Hollywood Boulevard.

## Vida personal
Tras un matrimonio que acabó en divorcio en 1917, Moran se casó con el abogado y ex boxeador Martin T. Malone en 1933. Malone la maltrataba, la golpeaba y amenazaba con matarla, pero ella no lo abandonaba. Tuvo un hijo, que fue adoptado entre sus dos matrimonios. Vivía en el 530 de Mountain Road, en Laguna Beach, California.
Moran murió de una enfermedad cardiovascular en 1952. Aunque varias biografías dan como fecha de su muerte el 25 de enero de 1952, en la lápida de su tumba se lee 24 de enero de 1952.

## Filmografía parcial
| - Their Social Splash (1915, cortometraje) - Polly - la invitada rebelde - The Pullman Bride (1917, cortometraje) - Sheriff Nell - la mujer del borracho de Pullman - Skirts (1921) - Two Weeks with Pay (1921) - Camarera - The Affairs of Anatol (1921) - Líder de la orquesta (sin acreditar) - Luck (1923) - Dumb Dora - Aficionada a la lucha - The Blackbird (1926) - La dama de las flores en el Music Hall (sin acreditar) - The Scarlet Letter (1926) - Mujer de pueblo burlona (sin acreditar) - Twinkletoes (1926) - Papel menor (sin acreditar) - Flesh and the Devil (1926) - Retenedora familiar con ramo (sin acreditar) - The Show (1927) - espectadora de Sideshow (sin acreditar) - The Callahans and the Murphys (1927) - Mrs. Murphy - The Thirteenth Hour (1927) - Polly - London After Midnight (1927) - Miss Smithson, la nueva sirvienta - The Enemy (1927) - Baruska - Buttons (1927) - Polly - The Divine Woman (1928) - Mme. Pigonier - Rose-Marie (1928) - Lady Jane - Bringing Up Father (1928) - Maggie Jiggs - The Trail of '98 (1928) - La persistente esposa de Lars (sin acreditar) - Detectives (1928) - Invitada del hotel (sin acreditar) - Telling the World (1928) - Casera - Beyond the Sierras (1928) - Inez - While the City Sleeps (1928) - Mrs. Minnie McGinnis - Show People (1928) - La sirvienta - Shadows of the Night (1928) - Entrenadora - A Lady of Chance (1928) - Camarera de hotel que tose (sin acreditar) - Honeymoon (1928) - Polly - The Five O'Clock Girl (1928) - China Bound (1929) - Sarah - The Hollywood Revue of 1929 (1929) - Polly Moran | - Speedway (1929) - Camarera - The Unholy Night (1929) - Polly - la sirvienta - So This Is College (1929) - Polly - Hot for Paris (1929) - Polly - Crazy House (1930, un cortometraje cómico con Benny Rubin) - Chasing Rainbows (1930) - Polly - The Girl Said No (1930) - Polly - Caught Short (1930) - Polly Smith - Way Out West (1930) - Pansy - Those Three French Girls (1930) - esposa de Elmer (sin acreditar) - Way for a Sailor (1930) - Polly - Remote Control (1930) - Polly - Paid (1930) - Polly (sin acreditar) - Reducing (1931) - Polly Rochay - The Stolen Jools (1931, cortometraje) - sirvienta de Norma Shearer - It's a Wise Child (1931) - Bertha - Politics (1931) - Ivy Higgins - Guilty Hands (1931) - tía Maggie - The Passionate Plumber (1932) - Albine - Prosperity (1932) - Lizzie Praskins - Le plombier amoureux (1932) - Patricia Alden - Alice in Wonderland (1933) - Dodo Bird - Hollywood Party (1934) - Henrietta Clemp - Down to Their Last Yacht (1934) - Nella Fitzgerald - Two Wise Maids (1937) - Prudence Matthews - Ladies in Distress (1938) - Lydia Bonney - Red River Range (1938) - Mrs. Maxwell - Ambush (1939) - Cora, dueña de un restaurante - Tom Brown's School Days (1940) - Sally Harowell - Meet the Missus (1940) - viuda Ella Jones - Petticoat Politics (1941) - Widow Jones - Adam's Rib (1949) - Mrs. McGrath - The Yellow Cab Man (1950) - madre de Bride (último papel cinematográfico) |